# Батлер (округ, Айова)
Шаблон:StateAbbr_ 42°43′54″ пн. ш. 92°47′29″ зх. д. / 42.731666666667° пн. ш. 92.791388888889° зх. д.
Округ  Батлер (англ. Butler County) — округ (графство) у штаті  Айова, США. Ідентифікатор округу 19023.

## Історія
Округ утворений 1851 року.

## Демографія
За даними перепису 
2000 року 
загальне населення округу становило 15305 осіб, усе сільське.
Серед мешканців округу чоловіків було 7505, а жінок — 7800. В окрузі було 6175 домогосподарств, 4470 родин, які мешкали в 6578 будинках.
Середній розмір родини становив 2,9.
Віковий розподіл населення поданий у таблиці:
| Стать    | До 15 років | 15-21 | 22-29 | 30-39 | 40-49 | 50-65 | 65-85 | Понад 85 |
| -------- | ----------- | ----- | ----- | ----- | ----- | ----- | ----- | -------- |
| Чоловіки | 1515        | 732   | 607   | 942   | 1178  | 1277  | 1114  | 140      |
| Жінки    | 1470        | 610   | 531   | 958   | 1131  | 1277  | 1472  | 351      |

## Суміжні округи
- Флойд — північ
- Чикасо — північний схід
- Бремер — схід
- Блек-Гок — південний схід
- Гранді — південь
- Гардін — південний захід
- Франклін — захід
- Серро-Гордо — північний захід

## Виноски
1. ↑  U.S. Decennial Census. United States Census Bureau. Архів оригіналу за 26 квітня 2015. Процитовано 13 липня 2014.
2. ↑  Historical Census Browser. University of Virginia Library. Архів оригіналу за 26 грудня 2013. Процитовано 13 липня 2014.
3. ↑  Population of Counties by Decennial Census: 1900 to 1990. United States Census Bureau. Архів оригіналу за 22 квітня 2014. Процитовано 13 липня 2014.
4. ↑  Census 2000 PHC-T-4. Ranking Tables for Counties: 1990 and 2000 (PDF). United States Census Bureau. Архів оригіналу (PDF) за 18 грудня 2014. Процитовано 13 липня 2014.
5. ↑  State & County QuickFacts. United States Census Bureau. Архів оригіналу за 7 липня 2011. Процитовано 13 липня 2014. [Архівовано 2016-02-05 у Wayback Machine.](англ.) Наведено за англійською вікіпедією.
6. ↑  American FactFinder. Бюро перепису населення США. Архів оригіналу за 26 лютого 2012. Процитовано 31 січня 2008. [Архівовано 2008-05-21 у Wayback Machine.]

| США | Це незавершена стаття з географії США. Ви можете допомогти проєкту, виправивши або дописавши її. |